# Zak Penn
Zak Penn (Nova York, 23 de março de 1968) é um roteirista e diretor de cinema americano. Penn escreveu e dirigiu Incident em Loch Ness e The Grand, co-escreveu X-Men: O Confronto Final, escreveu O Incrível Hulk e co-escreveu a história de Os Vingadores. Com Michael Karnow, Penn é o co-criador da série de TV Alphas na rede Syfy.

## Juventude
Penn se formou na Universidade Wesleyan em 1990. Seu roteiro para PCU foi baseado em suas experiências na casa da Sociedade Eclética. Ele é o filho do empresário de Nova York e advogado Arthur Penn, que liderou a aquisição da Capital Markets Assurance Corporation da Citicorp.

## Carreira
Os filmes que Penn se envolveu na escrita incluem Last Action Hero, Inspector Gadget, X-Men 2, X-Men: O Confronto Final e Elekra. Penn trabalhou no Universo Cinematográfico Marvel, escrevendo o roteiro de O Incrível Hulk e co-escrevendo a história de Os Vingadores.
Penn também é membro do jurado do estúdio digital Filmaka, uma plataforma para cineastas não descobertos para mostrar seu trabalho aos profissionais da indústria.
Em julho de 2012, a Avatar Press lançou a primeira edição da primeira história em quadrinhos de Penn, Hero Worship. A série de seis edições é co-escrita com o roteirista de Star Wars: The Clone Wars, Scott Murphy, e desenhada por Michael DiPascale. Ele se centra em Zenith, um herói indestrutível que tem fãs seguindo cada desastre, tentando vislumbrar a celebridade e arriscar suas próprias vidas. Um fã torna-se tão obcecado que leva ao desenvolvimento de seus próprios poderes.
Ele dirigiu o documentário Atari: Game Over.

## Filmografia
| Ano  | Título                   | Creditado como | Creditado como | Notas                                                          |
| Ano  | Título                   | Diretor        | Roteirista     | Notas                                                          |
| ---- | ------------------------ | -------------- | -------------- | -------------------------------------------------------------- |
| 1993 | Last Action Hero         |                | Sim            | co-roteirista com Adam Leff and Shane Black                    |
| 1994 | PCU                      |                | Sim            | co-roteirista com Adam Leff                                    |
| 1997 | Men in Black             |                | não-creditado  | [ 5 ]                                                          |
| 1999 | Inspector Gadget         |                | Sim            | co-roteirista com Kerry Ehrin                                  |
| 2001 | Behind Enemy Lines       |                | Sim            | co-roteirista com David Veloz                                  |
| 2003 | X-Men 2                  |                | história       |                                                                |
| 2004 | Incident at Loch Ness    | Sim            | Sim            | estreia na direção; co-roteirista com Werner Herzog            |
| 2004 | Suspect Zero             |                | Sim            | co-roteirista com Billy Ray                                    |
| 2005 | Elektra                  |                | Sim            | co-roteirista com Stu Zicherman e Raven Metzner                |
| 2006 | X-Men: O Confronto Final |                | Sim            | co-roteirista com Simon Kinberg                                |
| 2007 | The Grand                | Sim            | Sim            | co-roteirista com Matt Bierman                                 |
| 2008 | O Incrível Hulk          |                | Sim            | história; roteiro com reescrita sem créditos por Edward Norton |
| 2012 | Os Vingadores            |                | história       | história co-escrita com Joss Whedon                            |
| 2014 | Atari: Game Over         | Sim            |                | documentário                                                   |
| 2018 | Pacific Rim: Uprising    |                | história       | história co-escrita com Guillermo del Toro                     |
| 2018 | Ready Player One         |                | Sim            | co-escrito com Ernest Cline e Eric Eason                       |
| TBA  | Esquadrão Suicida 2      |                | história       | Em desenvolvimento                                             |

### Televisão
| Ano  | Título | Creditado como | Creditado como | Creditado como     | Notas                         |
| Ano  | Título | Diretor        | Roteirista     | Criador/Showrunner | Notas                         |
| ---- | ------ | -------------- | -------------- | ------------------ | ----------------------------- |
| 2011 | Alphas |                |                | Sim                | co-criador com Michael Karnow |

### Jogos eletrônicos
| Year | Title                    | Credited as      | Credited as | Credited as     | Notes                                      |
| Year | Title                    | Diretor criativo | Roteirista  | Diretor técnico | Notes                                      |
| ---- | ------------------------ | ---------------- | ----------- | --------------- | ------------------------------------------ |
| 2005 | Fantastic Four           |                  | Sim         |                 | Creditado pela história e diálogos do jogo |
| 2006 | X-Men: The Official Game |                  | Sim         |                 | Creditado pelo roteiro                     |